# Bitka pri riževih čolnih
Bitka pri riževih čolnih, imenovana tudi bitka pri Yamacraw Bluffu, je bila kopenska in pomorska bitka ameriške revolucionarne vojne, ki se je odvijala v in okoli reke Savannah na meji med provinco Georgijo in provinco Južna Karolina 2. in 3. marca 1776. V bitki so se spopadle patriotske milice iz Georgie in Južne Karoline proti majhni floti Kraljeve mornarice.
Decembra 1775 je bila britanska vojska oblegana v Bostonu. Ker je potrebovala zaloge, je bila flota Kraljeve mornarice poslana v Georgijo, da bi kupila riž in druge zaloge. Prihod te flote je spodbudil kolonialne upornike, ki so nadzorovali vlado Georgije, da so aretirali britanskega kraljevega guvernerja Jamesa Wrighta in se uprli britanskemu zasegu in odstranitvi ladij z zalogami, zasidranih v Savannah. Nekatere ladje z zalogami so bile zažgane, da bi preprečili njihov zaseg, nekatere so bile ponovno zajete, vendar je večino uspešno zajela britanska vojska.
Guverner Wright je pobegnil iz pripora in varno dosegel eno od ladij flote. Njegov odhod je pomenil konec britanskega nadzora nad Georgijo, čeprav je bil ta za kratek čas obnovljen, ko so Britanci leta 1778 ponovno zavzeli Savannah. Wright je ponovno vladal od 1779 do 1782, ko so bile britanske čete končno umaknjene v zadnjih dneh vojne.